# Rivière Surimau
La rivière Surimau est un affluent du lac Mourier, coulant dans la ville de Rouyn-Noranda et dans la municipalité de Rivière-Héva (municipalité régionale de comté (MRC) de La Vallée-de-l'Or), dans la région administrative du Abitibi-Témiscamingue, au Québec, au Canada.

## Géographie

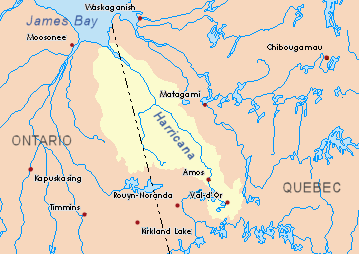
Bassin hydrographique de la rivière Harricana.

Les bassins versants voisins de la rivière Surimau sont :
- côté nord : rivière Fournière, lac Fournière, lac Malartic ;
- côté est : lac Surimau, lac Lemoine ;
- côté sud : lac Clair, rivière Claire, lac Lemoine ;
- côté ouest : ruisseau Eymeric, rivière Darlens.

La rivière Surimau prend sa source à l'embouchure du lac Surimau dans la partie est de la ville de Rouyn-Noranda. La décharge du lac Surimau est située au nord-ouest de l'embouchure de cette rivière. À partir de sa source, la rivière Surimau coule sur environ 27 km vers le sud-est jusqu'au ruisseau Laronde venant de l'ouest, vers le sud jusqu'à la décharge du lac Fouillac venant du sud,
et finalement vers le sud-est en longeant le chemin du 4e rang en début de segment, jusqu'à son embouchure. La rivière Surimau se déverse sur la rive nord-ouest du lac Mourier au sud-est du centre-ville de Val-d'Or.

## Toponymie
Le toponyme « rivière Surimau » a été officialisé le 8 décembre 1968 à la Commission de toponymie du Québec.